# Monte Nebo
El monte Nebo (en hebreo: הר נבו, en árabe: جبل نيبو) es un pico de 817 metros situado en el oeste de la Jordania actual, en la cordillera de Abarim. 

## Lugar sagrado
La historia bíblica del último capítulo de Deuteronomio 34:1 narra cómo Moisés, negada la entrada de la Tierra Prometida a la que dirigió a los israelitas desde Egipto, vio la tierra de Canaán (la zona de Jericó concretamente) desde la cima de la montaña antes de morir.
En la Biblia con el canon alejandrino (libro de Macabeo) se señala que el profeta Jeremías escondió el Arca de la Alianza en una cueva en ese monte por mandato de Dios.
El lugar exacto del bíblico monte Nebo no se conoce, pues el lugar descrito en la Biblia es para unos el monte Sinaí y para otros las montañas Abarim, al este de la desembocadura del río Jordán en el mar Muerto. Desde estas alturas en el oeste del Jordán, se observa Jerusalén en un día claro.

## Basílica de Moisés
En el siglo IV se edificó en el lugar una iglesia con tres ábsides ampliada en la época bizantina, (siglos VI y VII). La peregrina hispana Egeria visitó el primer santuario y sus impresiones, descubiertas en el siglo XIX, impulsaron algunas expediciones francesas. A principios del siglo XX los franciscanos reedificaron una iglesia, preservando los mosaicos bizantinos del siglo VI.

### Galería

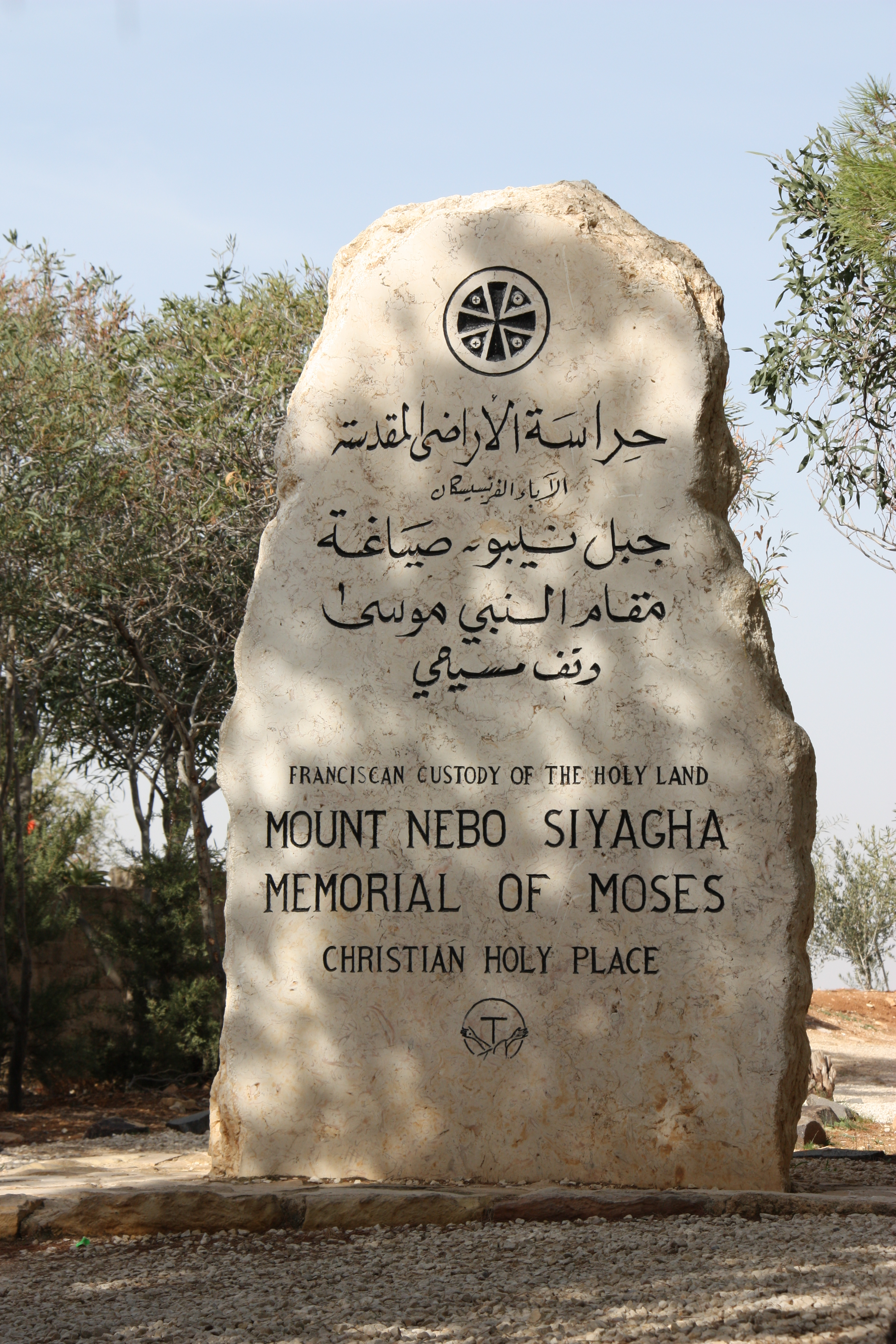
Monumento a Moisés en Monte Nebo, Jordania
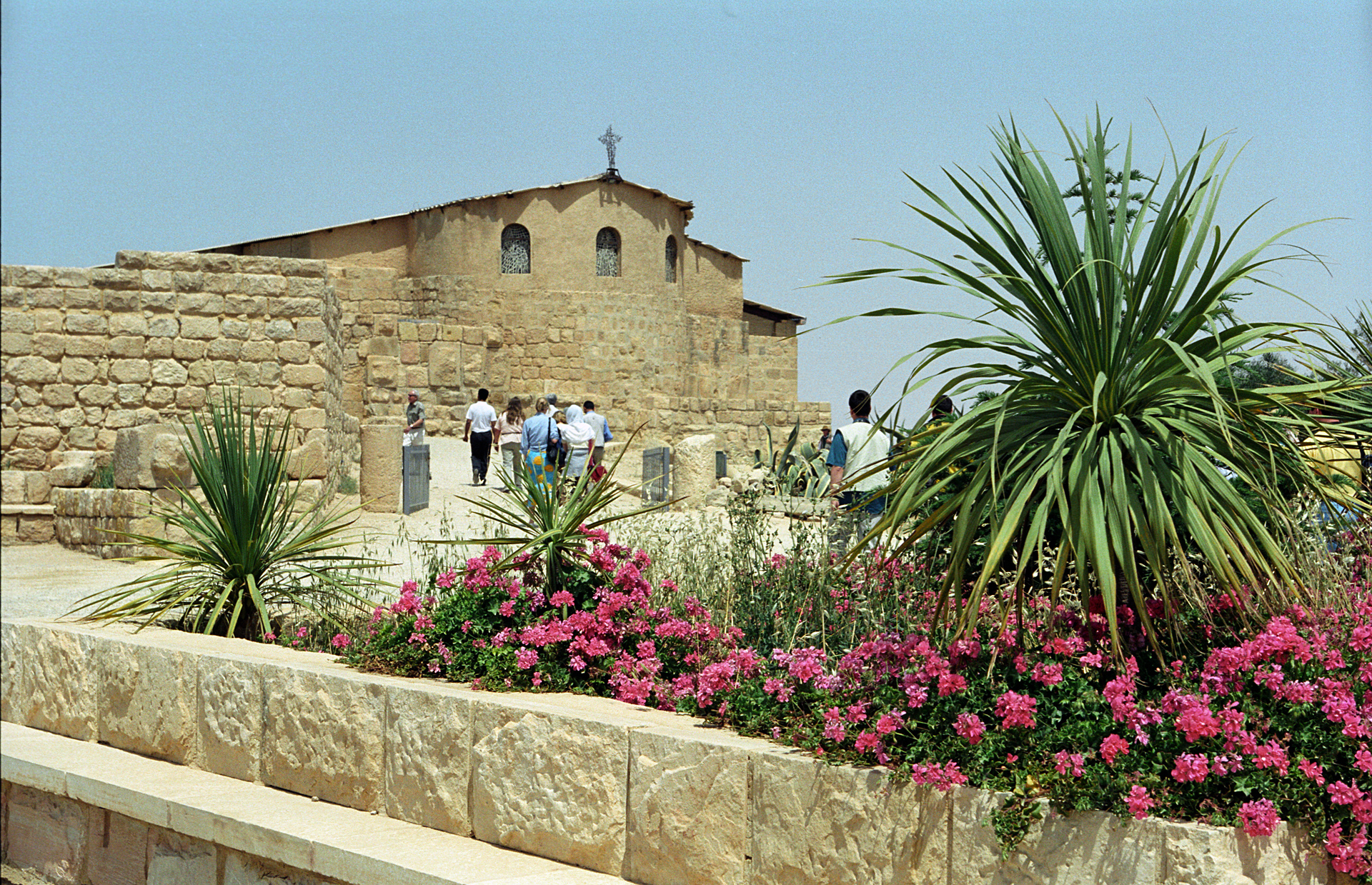
Basílica de Moisés en Monte Nebo
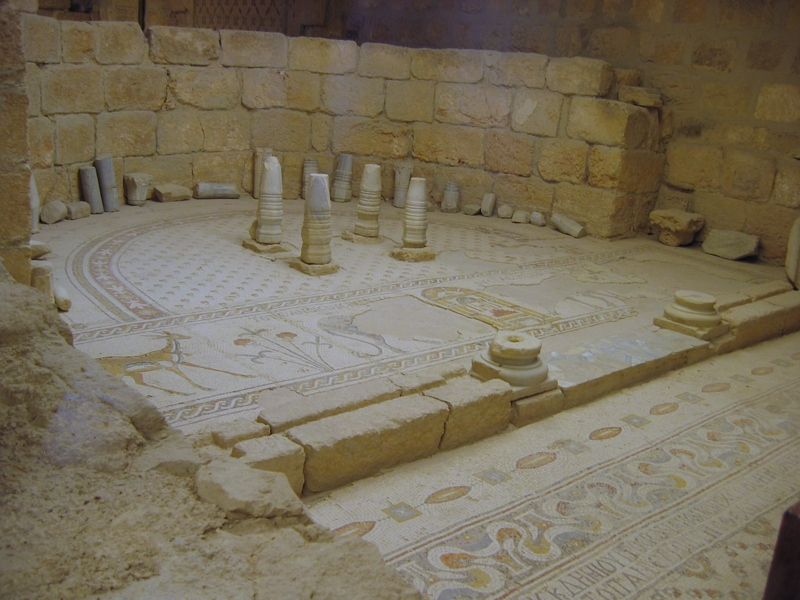
Interior de la Basílica de Moisés
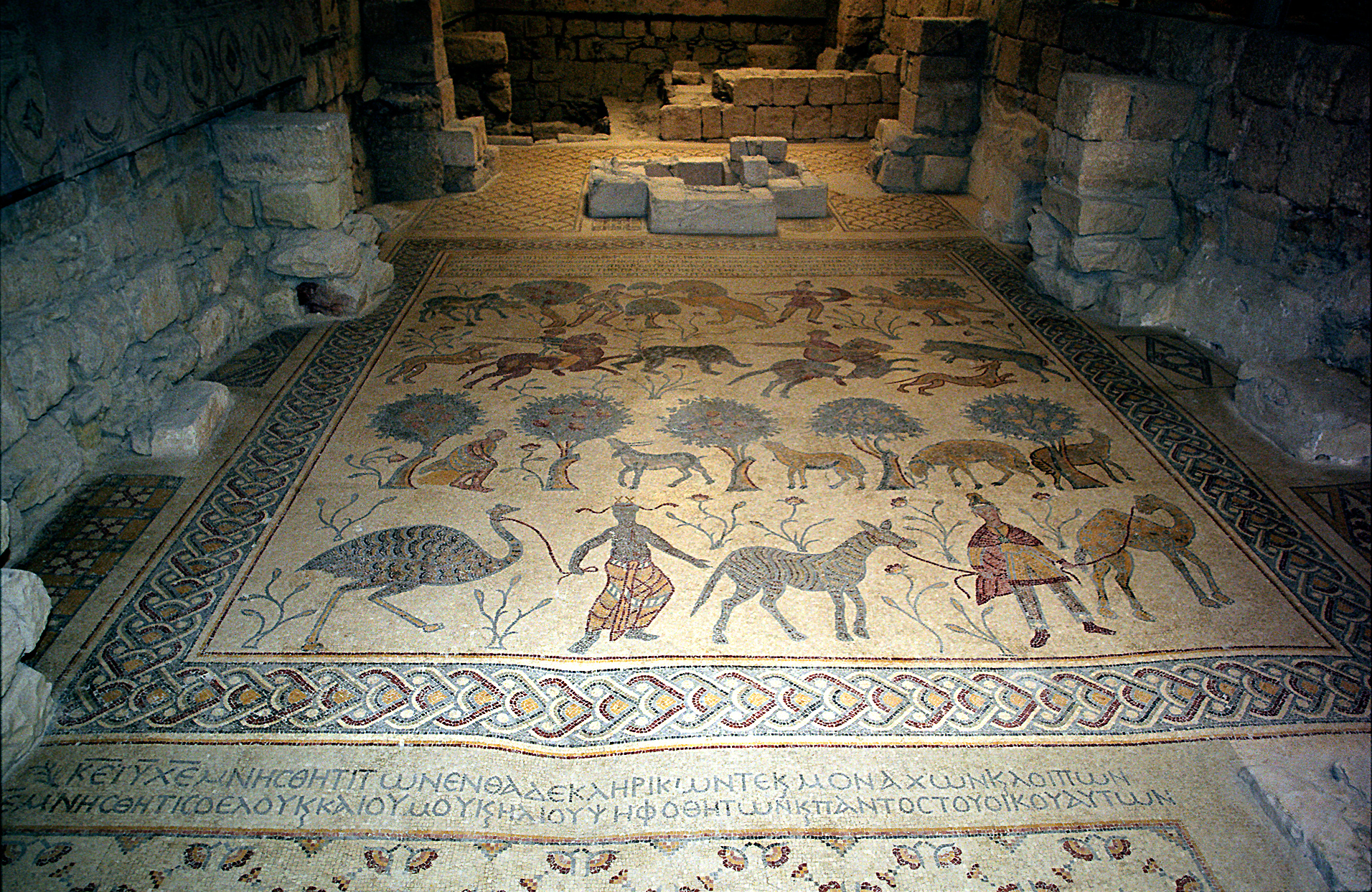
Mosaico bizantino de la Basílica de Moisés, Monte Nebo, 530 E.C.
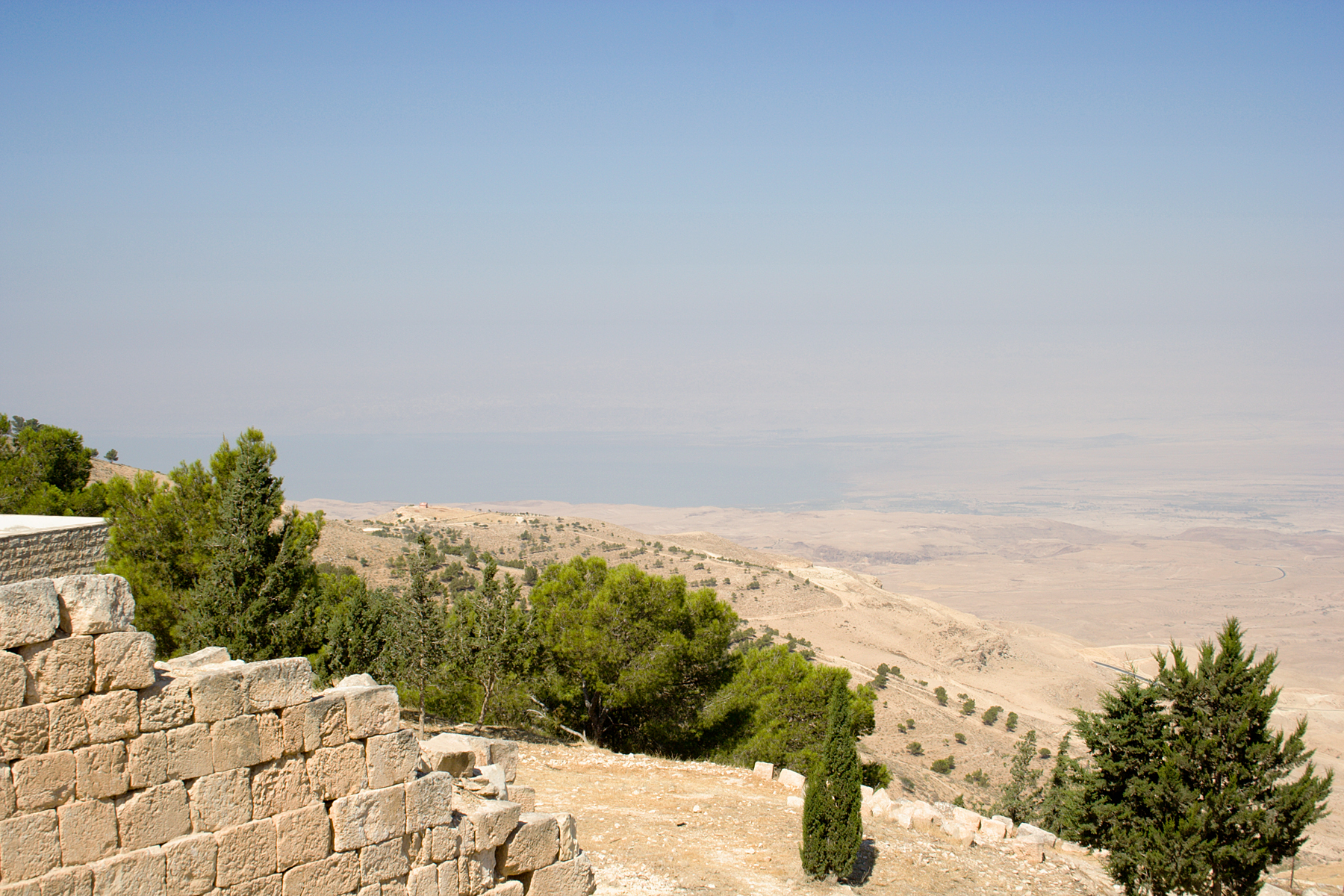
El Mar Muerto visto desde el Monte Nebo